# Nomia guangxiensis
Nomia guangxiensis är en biart som beskrevs av Wu 1983. Nomia guangxiensis ingår i släktet Nomia och familjen vägbin. Inga underarter finns listade i Catalogue of Life.